# For Unlawful Carnal Knowledge
| 평가 점수                  | 평가 점수 |
| 출처                       | 점수      |
| -------------------------- | --------- |
| AllMusic                   | [ 1 ]     |
| Entertainment Weekly       | C         |
| Christgau's Consumer Guide | [ 3 ]     |
| Rolling Stone              | [ 4 ]     |
| Ultimate Guitar            | 4.5/별    |

《For Unlawful Carnal Knowledge》는 1991년 6월 18일, 워너 브라더스 레코드에서 발매된 미국의 하드 록 밴드 반 헤일런의 아홉 번째 스튜디오 음반이다. 빌보드 200 음반 차트에서 1위로 데뷔해 3주 동안 그 자리를 지켰다.

## 제목
이 음반의 제목은 반 헤일런의 음반을 천박하게 이름 지으면서 검열 문제를 밀어붙이고 싶었던 리드 싱어 새미 헤이거가 "그때 검열이 큰 이슈였어요. 음반의 이름을 그냥 Fuck라고 짓고 싶었어요." 헤이거는 전 세계 경량 복싱 챔피언이었던 레이 맨시니로부터 "fuck"라는 말이 "for unlawful carnal knowledge(불법적 성행위)"라는 문구의 약자였다는 말을 듣고 결국 노골적인 천박함에서 물러났다(그러나 이것은 잘못된 어원이다). 이 음반을 홍보하는 그들의 투어는 비공식적으로 F.U.C.K. 'n' Live로 명명되었다. 녹음 전에 "for unlawful carnal knowledge"이라는 용어는 1969년 밴드 코벤이 그들의 음반인 《Witchcraft Destroys Minds & Reaps Souls》의 트랙으로 처음 사용되었다.

## 곡 목록
모든 곡들은 새미 헤이거, 에디 반 헤일런, 알렉스 반 헤일런 그리고 마이클 앤서니가 작사/작곡하였다.
| #  | 제목              | 재생 시간 |
| -- | ----------------- | --------- |
| 1. | 〈Poundcake〉     | 5:21      |
| 2. | 〈Judgement Day〉 | 4:38      |
| 3. | 〈Spanked〉       | 4:53      |
| 4. | 〈Runaround〉     | 4:20      |
| 5. | 〈Pleasure Dome〉 | 6:58      |

| #   | 제목                  | 재생 시간 |
| --- | --------------------- | --------- |
| 6.  | 〈In 'n' Out〉        | 6:04      |
| 7.  | 〈Man on a Mission〉  | 5:03      |
| 8.  | 〈The Dream Is Over〉 | 3:59      |
| 9.  | 〈Right Now〉         | 5:21      |
| 10. | 〈316 (기악)〉        | 1:29      |
| 11. | 〈Top of the World〉  | 3:54      |

## 인증
| 국가                       | 인증        | 판매량/출하량 |
| -------------------------- | ----------- | ------------- |
| 캐나다 (뮤직 캐나다)       | 플래티넘    | 100,000^      |
| 일본 (RIAJ)                | 골드        | 100,000^      |
| 영국 (BPI)                 | 실버        | 60,000^       |
| 미국 (RIAA)                | 3× 플래티넘 | 3,000,000^    |
| ^출하량을 기반으로 한 인증 |             |               |